# إعصار عكسي

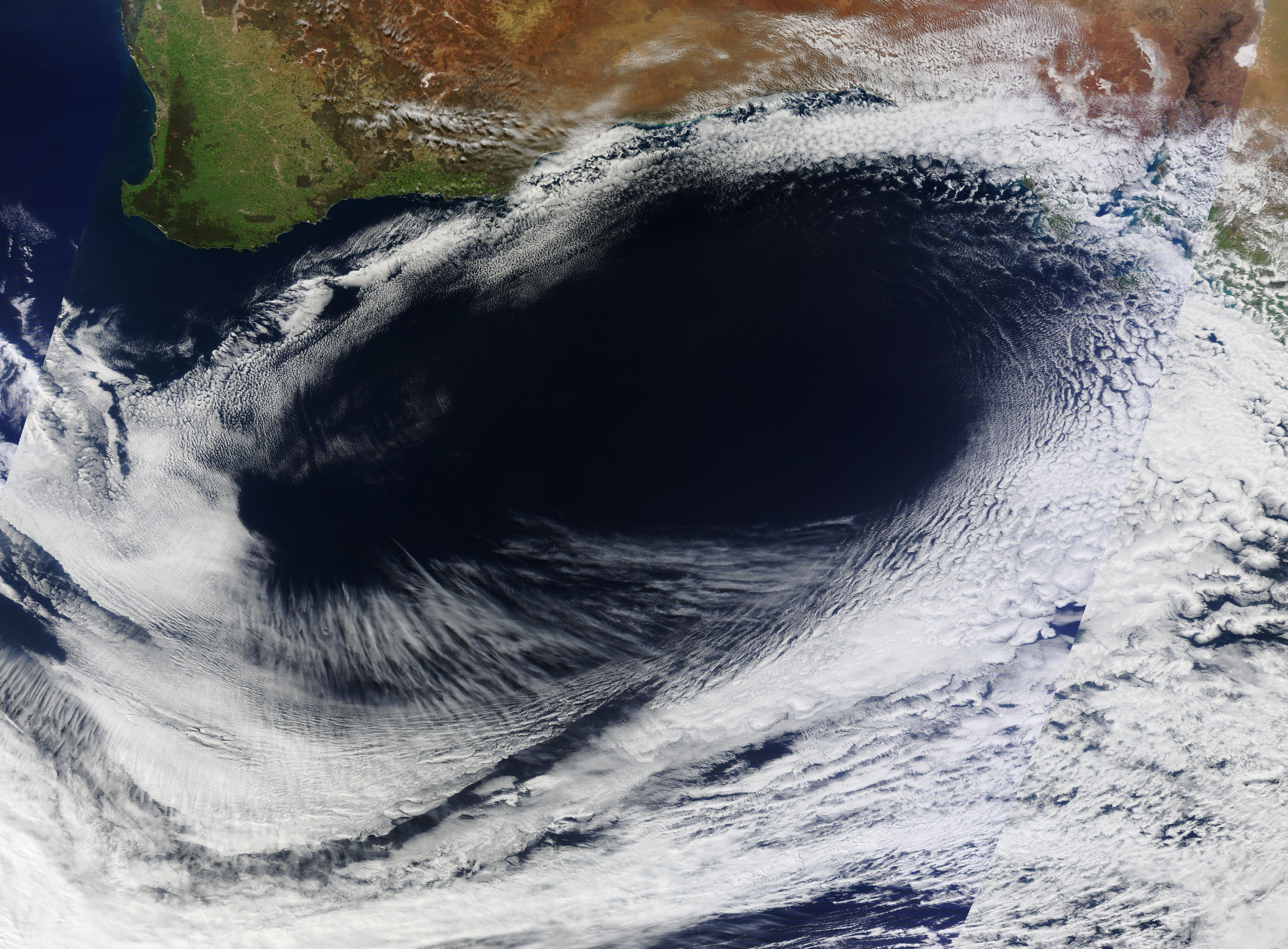
إعصار عكسي في أستراليا

الإعصار العكسي(ملاحظة 1) في علم الأرصاد الجوية ظاهرةٌ مناخية تشير إلى مناطق الضغط الجوي المرتفع، بحيث تتحرك الريح دُواميّة فوق تلك المناطق وذلك مع عقارب الساعة في نصف الكرة الشمالي وعكس عقارب الساعة في نصف الكرة الجنوبي.

## اقرأ أيضاً
- إعصار
- إعصار إستوائي
- إعصار خارج إستوائي
- اعصار متوسطي شبيه استوائي
- طاقة الإعصار المتراكمة

## هوامش
- ملاحظة 1 المرادفات: الإعصار المُضاد[3][4] أو ضديد الإعصار[5]